# San Gregorio de Nigua
San Gregorio de Nigua és un municipi de la província de San Cristóbal en la República Dominicana.